# Freedom (kosmická stanice)

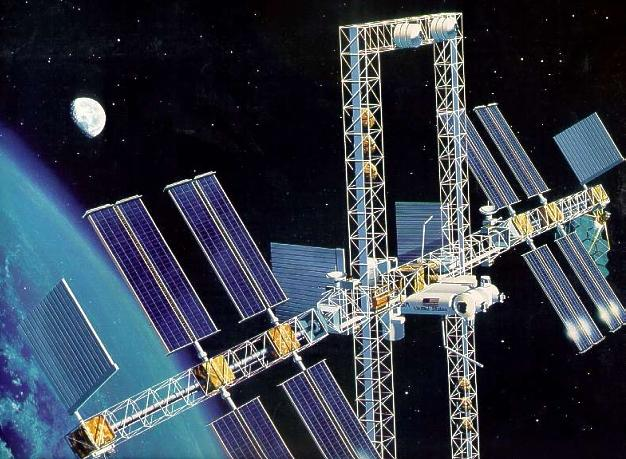
Koncepce z roku 1986

Freedom (česky Svoboda) bylo označení připravované a nerealizované orbitální stanice Spojených států amerických. Spojením s ruským projektem stanice Mir 2 vznikla stanice ISS.

## Záměry
| „                                                    | Dnes večer nařizuji NASA, aby vyvinula vesmírnou stanici s trvalou posádkou a udělala to do deseti let. | “ |
| — Ronald Reagan, Zpráva o stavu Unie, 25. ledna 1984 | |   |

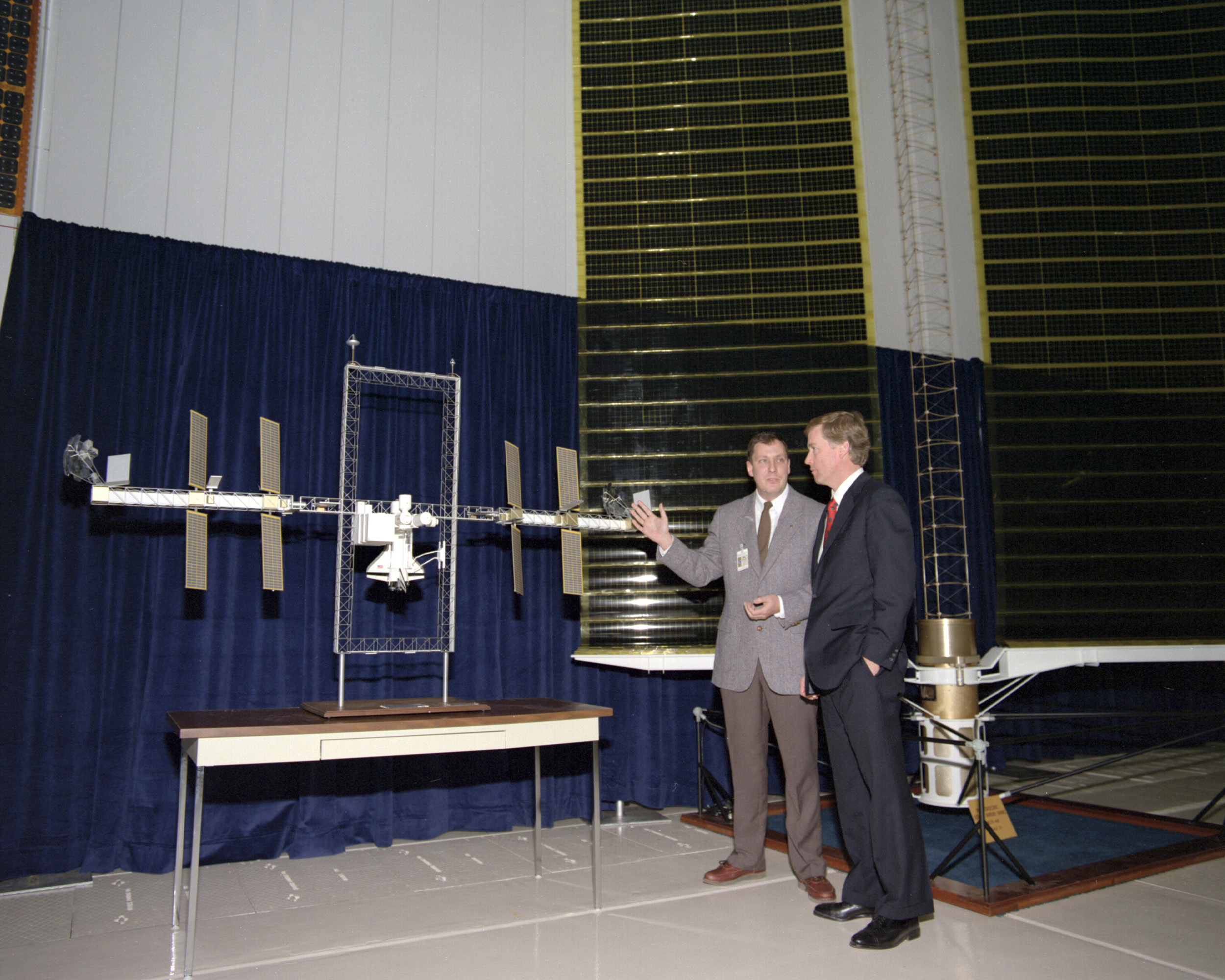
Tehdejší viceprezident USA Dan Quayle si prohlíží model stanice, 1990

Předchozí americká stanice Skylab dosloužila v roce 1979, Sověti měli sérii stanic Saljut, od roku 1986 novou stanici Mir. Američané se proto rozhodovali pro svou stavebnicovou orbitální stanici, kterou by obsluhovaly jejich raketoplány. Projekt trvale osídlené vesmírné stanice vyhlásil prezident Ronald Reagan v roce 1984 a v květnu 1985 NASA zahájila projektové práce. Téhož roku podepsali představitelé Japonska, Kanady a Evropské kosmické agentury (ESA) dohody s NASA o výhledové spolupráci na vývoji, konstrukci, stavbě a využívání stanice. V polovině roku 1986, kdy již byla stanovena základní koncepce stanice, dospěli mezinárodní partneři k závazné dohodě o formě svého podílu na stanici. Kanada si vzala na starost vývoj dálkového manipulátoru. Evropská kosmická agentura a japonská JAXA (Národní agentura pro kosmický rozvoj) se zavázaly přispět každá stavbou jednoho laboratorního modulu. Celková cena byla stanovena 15 mld.dolarů. V lednu 1986 havaroval raketoplán Challenger, takže NASA musela starty raketoplánů přerušit a vyčlenit ze svého rozpočtu přes 2 miliardy dolarů na stavbu raketoplánu Endeavour. V souvislosti s tím bylo v roce 1987 rozhodnuto, že se konstrukce připravované mezinárodní stanice podstatně zjednoduší. V roce 1988 dostala jméno Freedom (pokřtil ji sám prezident Reagan) a změnám podléhala dál – většina jich byla vynucena tlakem Kongresu.

## Zrušení programu

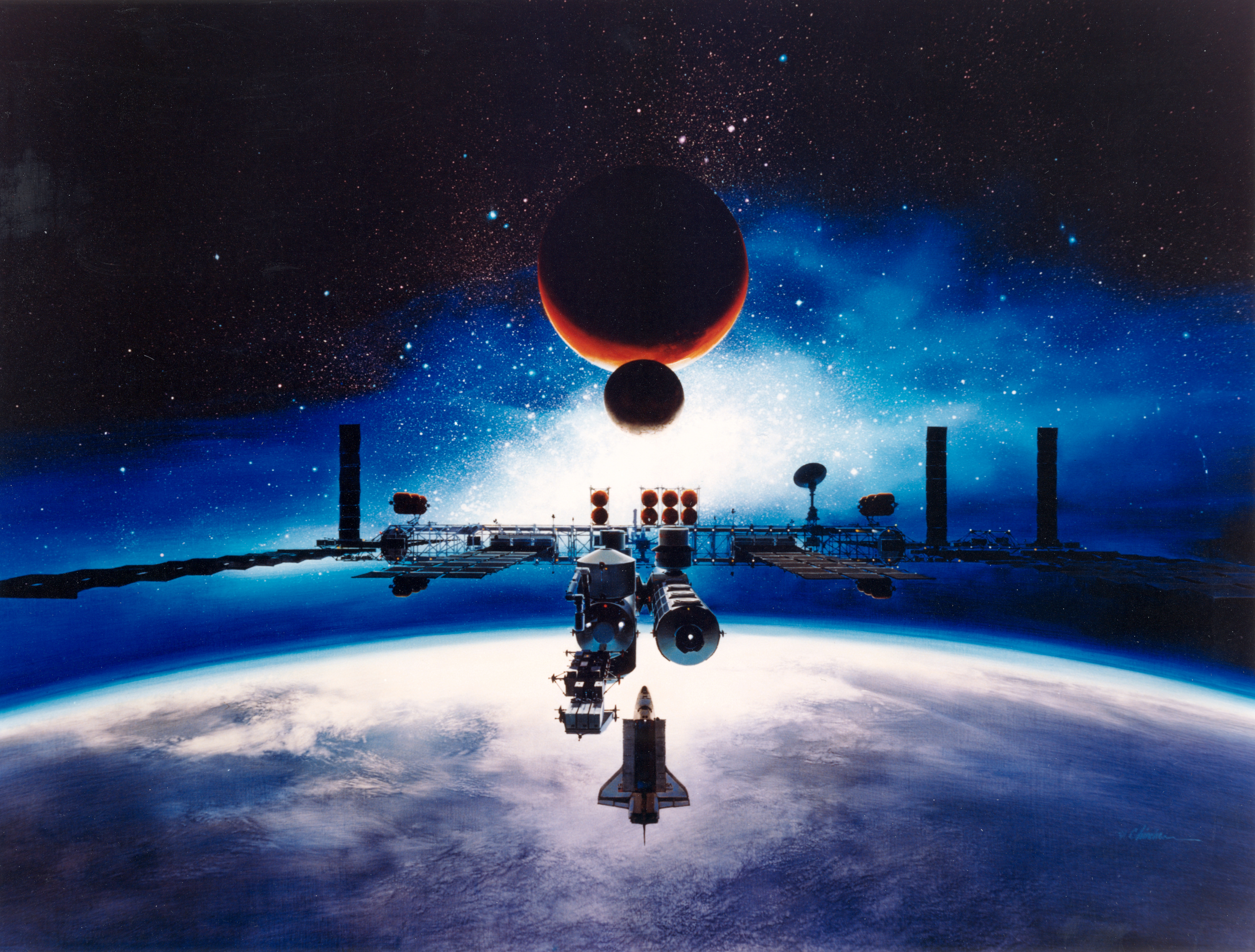
Kosmická stanice Freedom - představa umělce, 1991

Když došlo v letech 1989-1991 k postupnému rozpadu komunistického bloku východní Evropy, existovalo reálné nebezpečí úniku kvalifikovaných vědců bývalého SSSR do států s teroristickými skupinami. Došlo k řadě dohod mezi státy, resp. jejich organizacemi NASA a Eněrgija, že budou na projektech kosmonautiky spolupracovat. Dle jejich dohody z června 1992 měly být lodě Sojuz TM používány u Freedomu jako záchranné lodě. Začalo se s výrobou jednotlivých dílů určených pro Freedom. Plánovaná cena projektu dosáhla postupně dvojnásobku, tedy již 30 mld. dolarů. V dalším roce 1993 v důsledku dalších jednání bylo rozhodnuto projekt i název plánované stanice změnit. NASA navrhla tři varianty, z nichž prezident Bill Clinton vybral alternativu Alpha. Ta měla využít přibližně tři čtvrtiny prvků navržených pro stanici Freedom. Poté, co Rusko souhlasilo s dodávkou vlastních stavebních modulů plánovaných pro Mir 2, byla stanice znovu přejmenována, tentokráte na International Space Station (ISS). První moduly byly vypuštěny na orbitu v roce 1998.